# Заболотное (Львовская область)
Заболотное (укр. Заболотне) — село в Бусской городской общине Золочевского района Львовской области Украины.
Население по переписи 2001 года составляло 156 человек. Занимает площадь 1,426 км². Почтовый индекс — 80527. Телефонный код — 3264.

## История
В 1946 г. Указом ПВС УССР хутор Чучманы переименован в Заболотный.